# Oudrenne
Oudrenne – miejscowość i gmina we Francji, w regionie Grand Est, w departamencie Mozela.
Według danych na rok 1990 gminę zamieszkiwały 663 osoby, a gęstość zaludnienia wynosiła 33 osób/km² (wśród 2335 gmin Lotaryngii Oudrenne plasuje się na 504. miejscu pod względem liczby ludności, natomiast pod względem powierzchni na miejscu 170.).